# Маркарян, Сероп Баитович
Сероп Баитович Маркарян (род. 26 сентября 1963) — советский и российский футболист, защитник и полузащитник.

## Биография
Воспитанник ростовской СДЮШОР № 8 «Ростсельмаш». В основном составе «Ростсельмаша» начал выступать в 1984 году во второй лиге. В 1985 году стал победителем зонального турнира второй лиги. В 1987 году числился в составе таганрогского «Торпедо», но не сыграл ни одного матча и в том же сезоне вернулся в «Ростсельмаш». Всего за ростовский клуб сыграл 136 матчей в первенствах СССР в первой и второй лигах.
После ухода из «Ростсельмаша» выступал за АПК (Азов), «Колос» (Краснодар), «Источник» (Ростов-на-Дону). В сезоне 1994/95 играл за клуб чемпионата Ливана «Аль-Салам» (Згарта). Затем снова выступал за «Источник», а в конце профессиональной карьеры — за арзамасское «Торпедо».
После окончания игровой карьеры работает детским тренером в Ростове. В 2015 году награждён знаком «Футбольная слава Дона».